# TommyInnit
 (février 2022).
La mise en forme du texte ne suit pas les recommandations de Wikipédia : il faut le « wikifier ».
Les points d'amélioration suivants sont les cas les plus fréquents. Le détail des points à revoir est peut-être précisé sur la page de discussion.
- Les titres sont pré-formatés par le logiciel. Ils ne sont ni en capitales, ni en gras.
- Le texte ne doit pas être écrit en capitales (les noms de famille non plus), ni en gras, ni en italique, ni en « petit »…
- Le gras n'est utilisé que pour surligner le titre de l'article dans l'introduction, une seule fois.
- L'italique est rarement utilisé : mots en langue étrangère, titres d'œuvres, noms de bateaux, etc.
- Les citations ne sont pas en italique mais en corps de texte normal. Elles sont entourées par des guillemets français : « et ».
- Les listes à puces sont à éviter, des paragraphes rédigés étant largement préférés. Les tableaux sont à réserver à la présentation de données structurées (résultats, etc.).
- Les appels de note de bas de page (petits chiffres en exposant, introduits par l'outil «  Source ») sont à placer entre la fin de phrase et le point final[comme ça].
- Les liens internes (vers d'autres articles de Wikipédia) sont à choisir avec parcimonie. Créez des liens vers des articles approfondissant le sujet. Les termes génériques sans rapport avec le sujet sont à éviter, ainsi que les répétitions de liens vers un même terme.
- Les liens externes sont à placer uniquement dans une section « Liens externes », à la fin de l'article. Ces liens sont à choisir avec parcimonie suivant les règles définies. Si un lien sert de source à l'article, son insertion dans le texte est à faire par les notes de bas de page.
- La présentation des références doit suivre les conventions bibliographiques. Il est recommandé d'utiliser les modèles {{Ouvrage}}, {{Chapitre}}, {{Article}}, {{Lien web}} et/ou {{Bibliographie}}. Le mode d'édition visuel peut mettre en forme automatiquement les références.
- Insérer une infobox (cadre d'informations à droite) n'est pas obligatoire pour parachever la mise en page.

Pour une aide détaillée, merci de consulter Aide:Wikification.
Si vous pensez que ces points ont été résolus, vous pouvez retirer ce bandeau et améliorer la mise en forme d'un autre article.
Thomas Simons,, né le 9 avril 2004, plus connu sous son pseudonyme TommyInnit, est un streamer et vidéaste web anglais principalement orienté autour du jeu vidéo Minecraft. Le 27 janvier 2022, ses sept chaînes YouTube avaient collectivement atteint plus de 24.4 millions d'abonnés et plus de 2.06 milliards de vues. Sa chaîne principale sur Twitch a atteint plus de 7.2 millions d'abonnés, ce qui en fait la chaîne Minecraft la plus suivie sur Twitch, ainsi que la 13e chaîne la plus suivie du monde,.

## Jeunesse
Simons est né à Nottingham, en Angleterre, le 9 avril 2004.

## Carrière

### Youtube
Simons a créé sa première chaîne YouTube, Channelnutpig, le 15 février 2013  et sa chaîne TommyInnit le 24 décembre 2015. Il a mis en ligne sa première vidéo sur sa chaîne TommyInnit le 9 septembre 2018. Les vidéos de Simons sont principalement orientée sur le jeu vidéo Minecraft.
Le 6 août 2019, Simons a mis en ligne sa première vidéo relative au mini-jeu SkyBlock du serveur multijoueur Hypixel. Tout en mettant en ligne constamment du contenu lié au SkyBlock, sa chaîne TommyInnit a rapidement augmenté son nombre d'abonnés de 4 800 à 66 000. Le 4 juillet 2020, Simons a rejoint le Dream SMP, un serveur Minecraft role-play géré par le YouTuber éponyme Dream.
En août 2020, Simons a mis en ligne une vidéo de lui-même et d'un groupe d'autres YouTubers Minecraft en visite à Brighton. En septembre 2021, la vidéo avait accumulé plus de 31 millions de vues.
Le 1er avril 2021, Simons a créé une nouvelle chaîne YouTube de vlogs sous son propre nom, il y met en ligne la première vidéo deux mois plus tard.

### Twitch
Simons a commencé à diffuser sur Twitch fin 2018, où il diffusait Minecraft, PUBG et Fortnite.
Le 20 janvier 2021, Simons a diffusé en direct la finale du Dream SMP, intitulée The Dream SMP Finale, qui a culminé à plus de 650 000 téléspectateurs, ce qui en fait le troisième plus grand nombre de téléspectateurs simultanés de tous les temps sur Twitch, dépassant la collaboration Fortnite de Ninja avec Drake,,.

## Vie privée
En septembre 2021, Simons a annoncé qu'il déménagerait à Brighton en 2022.
Le 19 novembre 2022, Simons publie une vidéo dans laquelle il indique être en couple avec une fille surnommé Em lors de la vidéo pour préserver son anonymat. Il publiera une vidéo d'anecdotes animée quelques mois après.
Le 6 mai 2023, il révéla son nom, Molly, via une autre vidéo dédiée.

## Filmographie

### Clips musicaux
| Année | Titre       | Artistes                  | Rôle  | Référence |
| ----- | ----------- | ------------------------- | ----- | --------- |
| 2021  | " Inferno " | Sub Urban et Bella Poarch | Groom | [ 22 ]    |